# مثلث کارپمن
مثلث کارپمن (مثلث شرم، خالق شرم یا مثلث نقش‌ها) en:Karpman drama triangle(به انگلیسی: Karpman drama triangle) توسط استیون کارپمن در تحلیل رفتار متقابل طراحی شده‌است. کارپمن مثلث نقش‌ها را برای بازی‌های انسان‌ها ابداع کرد. انسان‌ها در روابط خود در نقش‌های کارپمن قرار می‌گیرند.

## تاریخچه
اریک برن پایه‌گذار نظریه بازی‌ها است. او در این تئوری توضیح می‌دهد آنچه به عنوان رفتار نشان می‌دهیم و آنچه در مقابل دریافت می‌کنیم همه در قالب ناهوشیار و به صورت نوعی بازی روانی صورت می‌گیرد؛ و طبعاً هر بازی با هدف دریافت لذت ویا به تعبیر روانشناسی «نوازش» می‌باشد.
شاگرد برن، استیون کارپمن در تکمیل این تئوری نظریه خود را درقالب یک مثلث ابداع کرد. از دید برن این مثلث آنقدر گویا و کامل بود که آن را بنام خود کارپمن نامگذاری کرد. به این مثلث، مثلث شرم یا خالق شرم نیز گفته می‌شود.
همه بازی‌های روانی در یک مثلث اتفاق می‌افتند. هرکس در این مثلث گیر بیفتد در واقع اسیر بازی‌های روانی می‌شود که حاصلی جز شرم، استیصال و درماندگی ندارد.

## نقش‌ها

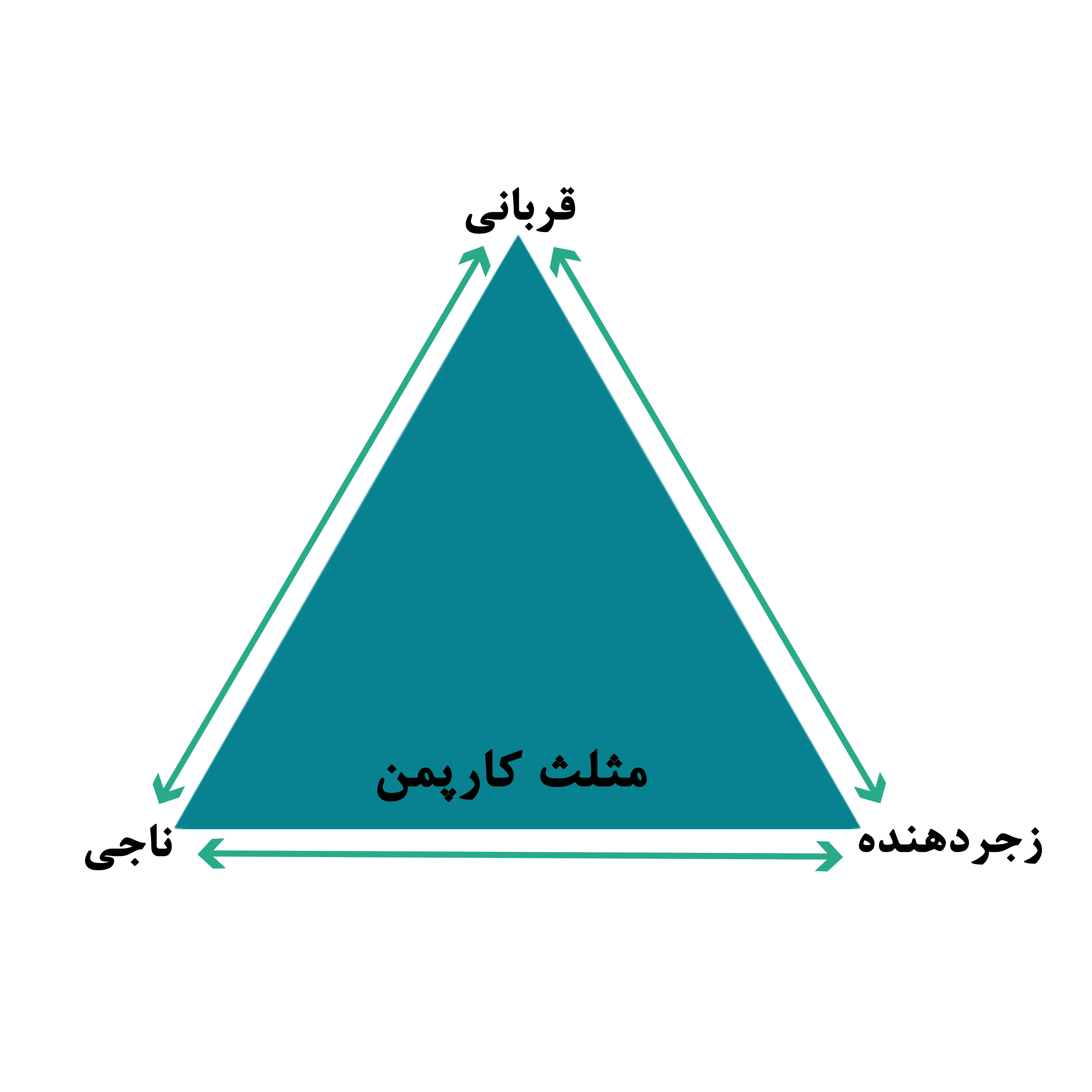
در این مثلث با این که سه ضلع وجود دارد اما همیشه دو نفر در آن بازی می‌کنند؛ و همواره تغییر نقش می‌دهند. این دو نفر همواره همدیگر را پیدا می‌کنند و در ابتدا هر دو از بازی لذت می‌برند. کسی که وارد این بازی می‌شود، فرقی نمی‌کند که در کدام نقش بازی می‌کند، به دنبال کنترل کردن یا کنترل شدن است.

هر فردی برای ورود به این مثلث «دروازه ورود» خاص خودش را دارد که از ابتدای زندگی و بنابر تجربهٔ تربیتی خود آن دروازه را می‌آموزد. یکی از ورودی‌ها یا دروازه‌های ورود به این مثلث معمولاً برای هر کسی آشناتر است و از آن ورودی وارد مثلث می‌شود. برای اولین بار در دوران کودکی این دروازهٔ ورودی را فرامی‌گیریم. اگرچه غالباً خود را در یکی از نقش‌ها می‌یابیم، ولی به زودی در هر ۳ نقش جابجا می‌شویم و در هر ۳ جایگاه ایفای نقش می‌کنیم،
این مثلث رابطه‌ای را توضیح می‌دهد که می‌تواند بین دو یا چند نفر رخ دهد. در این روابط دائم نقش‌ها تغییر می‌کند و افراد برای مدتی به بازی کردن ادامه می‌دهند و ممکن است این بازی در آغاز لذت بخش هم باشد، اما به زودی وضعیت تغییر می‌کند. گاهی در عرض یک دقیقه یا حتی کمتر از دقیقه ممکن است در چندین نقش قرار گیریم و گاهی روزها چندین و چند بار جنبه‌های گوناگون این مثلث (نقش‌ها) را تجربه می‌کنیم.
قربانی (Victim)
قربانی کسی است که از لحاظ روانی خودش را شکست خورده و ناامید می‌پندارد. دلیلی ندارد که واقعاً شکست خورده باشد. یا حتماً ضربه‌ای خورده باشد. همین که حس کند در یک رابطه، همکاری، یا زندگی خود شکست خورده کافی است تا وارد نقش یک قربانی بشود. او نمی‌تواند با این موضوع کنار بیاید که مسئله را کنار بگذارد یا شکست را بپذیرد. برای پوشش دادن این ضعف خود به دنبال ناجی می‌گردد. یا سعی می‌کند طرف مقابل را رنج بدهد.
منجی (Rescuer)
نجات دهنده‌ها معمولاً کسانی هستند که همواره دوست دارند با توانایی‌هایی که دارند مشکلات دیگران را حل کنند. کسانی که این نقش را بازی می‌کنند لزوماً از توانایی احساسی، معنوی یا کاری بالایی برخوردار نیستند. بلکه در بسیاری از موارد (و شاید بشود گفت همه موارد) از ضعف شخصیتی شدیدی هم رنج می‌برند. در حقیقت منجی به دنبال پوشش دادن بر حس ضعف خودش است.
زجردهنده (Persecutor)
زجردهنده کسی است که از کمک خود پشیمان شده‌است و حالا برای جبران به دنبال زجر دادن طرف مقابل است. آزاردهنده می‌تواند نجات‌دهنده‌ای باشد که حالا قربانی به حرف او گوش نمی‌دهد و می‌خواهد کنترل بازی را از دست ندهد. یا می‌تواند قربانی‌ای باشد که می‌خواهد از نقش خود خارج شود و کنترل بازی را به دست بگیرد.
مثال
پدری از سرکار به خانه می‌آید. مشاهده می‌کند که مادر به فرزندش فشار می‌آورد که از پای تلویزیون برخاسته و درس‌هایش را انجام دهد.
ـ پسر مقاومت می‌کند.
ـ پدر به پشتیبانی و برای نجات فرزند مداخله کرده و می‌گوید:
ـ خانم، چه کارش داری، بگذار کمی استراحت کند. از صبح تو مدرسه کار می‌کرده (منجی).
ـ مادر از نوع مداخله او ناراحت شده و احساس می‌کند که مورد ظلم پدر قرار گرفته‌است، از این رو با قهر و ناراحتی محل را ترک می‌کند (قربانی).
ـ پدر با دیدن واکنش مادر، احساس قربانی بودن می‌کند و ممکن است به سوی فرزند برود (ناجی به قربانی).
ـ فرزند ممکن است رو به پدر رفته و علیه مادر با او گفتگو کند (قربانی به منجی).
ـ فرزند ممکن است به عنوان ناجی مادر عمل کرده و رو به پدر بگوید: در کار من و مامان دخالت نکن، خودم می‌دانم چیکار کنم (منجی به آزارگر).

## تغییر نقش‌ها
در بالا گفته شد مثلث کارپمن یک بازی دو نفره است که با تغییر نقش‌ها کامل می‌شود. دلیلی ندارد که نقش ابتدایی تا انتها باشخص باقی بماند. حتی یک ناجی می‌تواند مدت زمان زیادی نقش قربانی را بازی کند.
ناجی به آزاردهنده
شایع‌ترین تغییر نقش در مثلث کارپمن است. یک نجات دهنده که معمولاً خودش هم وارد بازی می‌شود، سعی دارد طرف مقابل را نجات بدهد. ایده‌ها و راهنمایی‌های اولیه ممکن است مؤثر باشند و جواب هم بگیرند. اما وقتی در مقابل این ایده‌ها نوازش مورد نظر را دریافت نمی‌کند یا حتی در مورد ایده‌های بعدی جواب کافی را نمی‌گیرد، سعی می‌کند با زجر دادن طرف مقابل را کنترل کند. زجر دادن شیوه‌های متفاوتی دارد که فحش دادن، دعوا کردن، فشار آوردن کلامی و… از این شیوه‌ها است.
زجردهنده به ناجی
شخصی که مدام زجر می‌دهد بالاخره موفق می‌شود که شخص مقابل را راضی کند تا کاری را که می‌خواهد انجام دهد. پس نجات دهنده می‌شود.
زجردهنده به قربانی
وقتی یک آزاردهنده نمی‌تواند حرف خودش را به کرسی بنشاند، در حقیقت شکست خورده‌است. او زمان و انرژی خود را در رابطه باخته‌است و حالا تبدیل به یک قربانی شده‌است.
قربانی به آزاردهنده
یک قربانی می‌تواند مدام با شکایت کردن از وضع خود، تبدیل به یک آزاردهنده بشود. وقتی یک ناجی قربانی را پیدا می‌کند، در ابتدا می‌تواند کنترل بازی را دست بگیرد. قربانی از حضور ناجی خوشحال است. اما وقتیکه یک قربانی دیگر نخواهد نقش خود را ادامه بدهد، ناجی را تحت فشار می‌گذارد و با زجر دادن سعی می‌کند که از این نقش بیرون بیاید.
ناجی به قربانی
وقتی یک قربانی تبدیل به زجردهنده می‌شود، ناجی احساس می‌کند که در نجات دادن طرف مقابلش شکست خورده‌است. او تبدیل به یک قربانی می‌شود.
قربانی به ناجی
وقتی یک قربانی به حرف ناجی خود گوش نمی‌دهد و ناجی تبدیل به یک آزاردهنده می‌شود، حالا او است که سعی می‌کند ناجی را متقاعد کند که دست از این وضعیت بردارد. در حقیقت قربانی سعی می‌کند به ناجی بفهماند که رفتار او از سر ضعف است و می‌خواهد ناجی خود را حالا تبدیل به آزاردهنده شده از این وضعیت عصبی نجات بدهد.

## خروج از مثلث نقش‌ها
کسی که در بازی‌های این مثلث گرفتار می‌شود در واقع با تغییر بین نقش‌ها تصور و توهم بهبودی می‌کند حال آنکه او در لحظه جابجایی بین نقش‌ها فقط از رنج و درد نقش قبلی درآمده و در نقش جدید هم بزودی با درد و رنج آن مواجه خواهد شد؛ بنابراین: «شفای حقیقی نه در تغییر وضعیت بین نقشها، که در تحول در نقشها ست»
از این منظر مثلث کارپمن به مثلث تد تبدیل می‌گردد.